# Shannon (folyó)
A Shannon (ír neve: Sionainn) Írország leghosszabb folyója. Hossza 360,5 km. Az ország nyugati részét osztja két részre. Tőle nyugatra fekszik Connacht tartomány. A keleti Leinster tartományon keresztül folyik a délen fekvő Munster tartományig. Jelentős vízi útnak számított már az antik időszakban is.
Ptolemaiosz térképezte fel először. Cavan megyében található forrásától, a Shannon Pot-tól dél felé folyik, majd nyugati irányba fordul, és a 113 km-es Shannon torkolattölcséren keresztül az Atlanti-óceánba ömlik. A folyó és a tenger találkozási pontján fekszik Limerick városa.

## Települések a partján

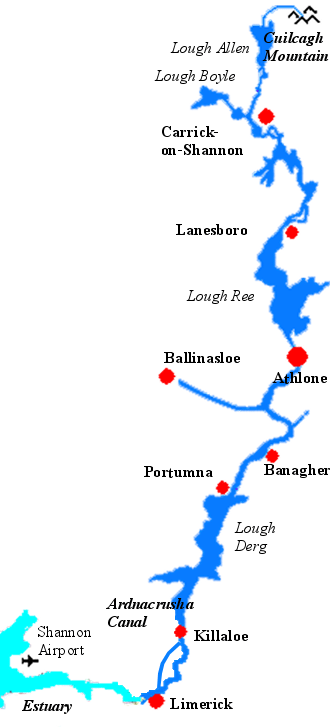
A Shannon útja

- Dowra
- Carrick-on-Shannon
- Roosky
- Tarmonbarry
- Athlone
- Shannonbridge
- Banagher
- Portumna
- Mountshannon
- Dromineer
- Killaloe
- Ballina
- O'Briensbridge
- Montpelier
- Castleconnell
- Limerick
- Shannon
- Ballynacally
- Killadysert
- Foynes
- Loghill
- Labasheeda
- Glin
- Knock
- Tarbert
- Killimer
- Kilrush
- Moyasta
- Carrigaholt
- Beal